# كيارا شول
كيارا شول (بالإنجليزية: Chiara Scholl)‏ مواليد 5 يوليو 1992 في الولايات المتحدة، هي لاعبة كرة مضرب أمريكية وتحتل حالياً المرتبة 530 (مارس 7, 2016) في تصنيف رابطة محترفات كرة المضرب. أعلى تصنيف لها في الفردي كان 164. أعلى تصنيف لها في الزوجي كان 192.

## النهائيات

### الفردي (2–2)
| الحصيلة | الرقم | التاريخ        | الدورة                       | الأرضية | المنافس          | النتيجة  |
| ------- | ----- | -------------- | ---------------------------- | ------- | ---------------- | -------- |
| الوصافة | 1.    | يوليو 19, 2010 | إيفانسفيل، الولايات المتحدة  | صلبة    | غابرييلا باز     | 4–6, 0–6 |
| الفوز   | 1.    | يونيو 6, 2011  | إل باسو، الولايات المتحدة    | صلبة    | بترا رامبري      | 7–5, 7–5 |
| الفوز   | 2.    | يوليو 18, 2011 | ليكسينغتون، الولايات المتحدة | صلبة    | أماندا فينك      | 6–1, 6–1 |
| الوصافة | 2.    | يونيو 18, 2012 | لينتسرهايدي، سويسرا          | ترابية  | ألكساندرا كرونتش | 3–6, 3–6 |

## روابط خارجية
- كيارا شول على موقع رابطة محترفات التنس (الإنجليزية)
- كيارا شول على موقع الاتحاد الدولي لكرة المضرب (الإنجليزية)
- كيارا شول على موقع خلاصة التنس.كوم (الإنجليزية)
- كيارا شول على موقع إي إس بي إن.كوم (الإنجليزية)